# サクレー
サクレー （Saclay）は、フランス、イル＝ド＝フランス地域圏、エソンヌ県のコミューン。

## 地理
サクレーは、大規模な農業地帯であるサクレー平野の中にある。サクレーはパリのノートルダム大聖堂（フランス国道の起点）の南西19kmの地点にあり、エヴリーの22km北西、パレゾーの西5kmにある。公共交通機関としてバス路線が7本ある。

## 歴史

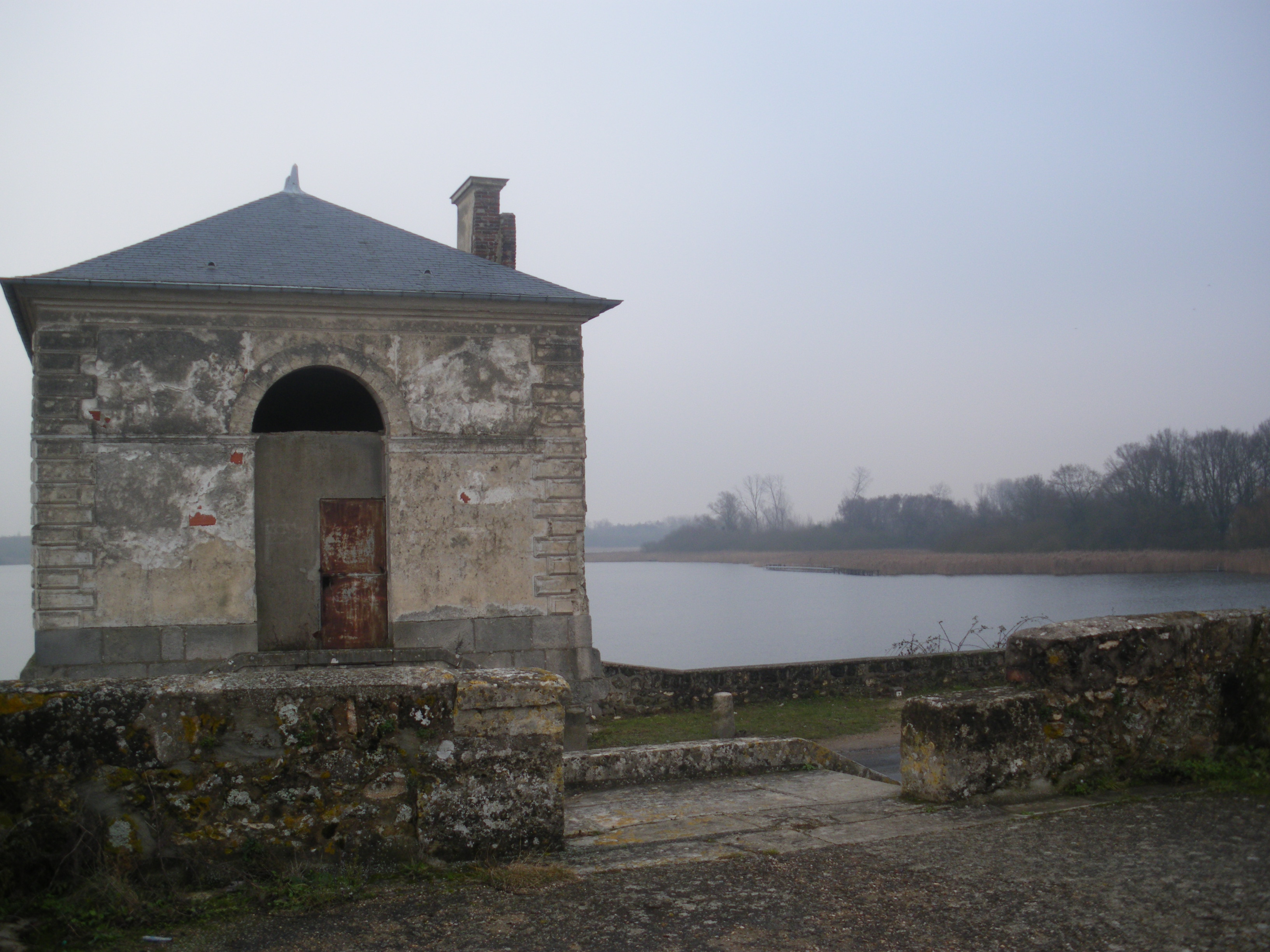
サクレー池

その名の由来はほとんど知られていない。コミューンは現在の名称で1793年に誕生した。
ルイ14世の建築監督ゴベールは、ヴェルサイユより標高の高いサクレー平野に雨水を貯める構想を持っていた。宮殿に水を供給するためである。このように、ヴェルサイユの庭園の池に水を供給するため溝がつくられた。こうした装置はリヴィエール・デュ・ロワ・ソレイユ、「太陽王の川」（fr）と呼ばれた。1648年、ルイ14世は一帯の水を集めるための人工池を掘らせ、ヴェルサイユへ向けて水路を掘らせた。1680年、ヴォーバン（1684年にゴベールの後継者となる）がダムを建設させ、ヴィルドンブル、デュ・プレシ、ビュックの各水道橋でヴェルサイユに水を運んだ。彼はヴィリエール池を掘らせ、「古い池」、サクレー池とは水道橋でつなげた。ヴィリエール池は「新しい池」と呼ばれた。王はパヴィリオンや狩猟用ロッジを建てた。
18世紀、面積の82%は農地であった。鉄道や交通通信網から遠く離れていたため、サクレーの都市化は進まなかった。19世紀、サクレーには2つの蒸留所があった。
1945年、シャルル・ド・ゴールは、原子力・代替エネルギー庁の設置を決定した。1947年、サクレー研究所の建設が始まった。中心となった建築家はオーギュスト・ペレである。サクレー研究所は現在4000人以上の専従職員がいる（1960年代には約10,000人の専従職員がいた）。
1946年、1870年に建てられていたヴィルラ砦に推進装置の試験センターが設置された。
1995年、社会保障全国軍人金庫（fr）がサクレーにラ・マルティネール療養所を設置した。2011年、サクレーは世界の技術革新の中心の1つとなっている。それを生かすため、84,000人の研究者がいくつかの大学、グランゼコール、50の大手企業に集められている。

## 経済
サクレーでは、小線源治療で使用される人工放射性同位体のイリジウム192が製造されている。サクレー研究所は、原子力・代替エネルギー庁中で最大の民生化学センターである。

## 人口統計
| 1962年 | 1968年 | 1975年 | 1982年 | 1990年 | 1999年 | 2006年 |
| ------ | ------ | ------ | ------ | ------ | ------ | ------ |
| 1666   | 1991   | 2037   | 1865   | 2894   | 2882   | 3003   |

参照元:1962年までEHESS、1968年以降INSEE

## 姉妹都市
- バリンコリグ、アイルランド
- メヒテルシュタット、ドイツ